# Kriegerdenkmal Möckern (Befreiungskriege)

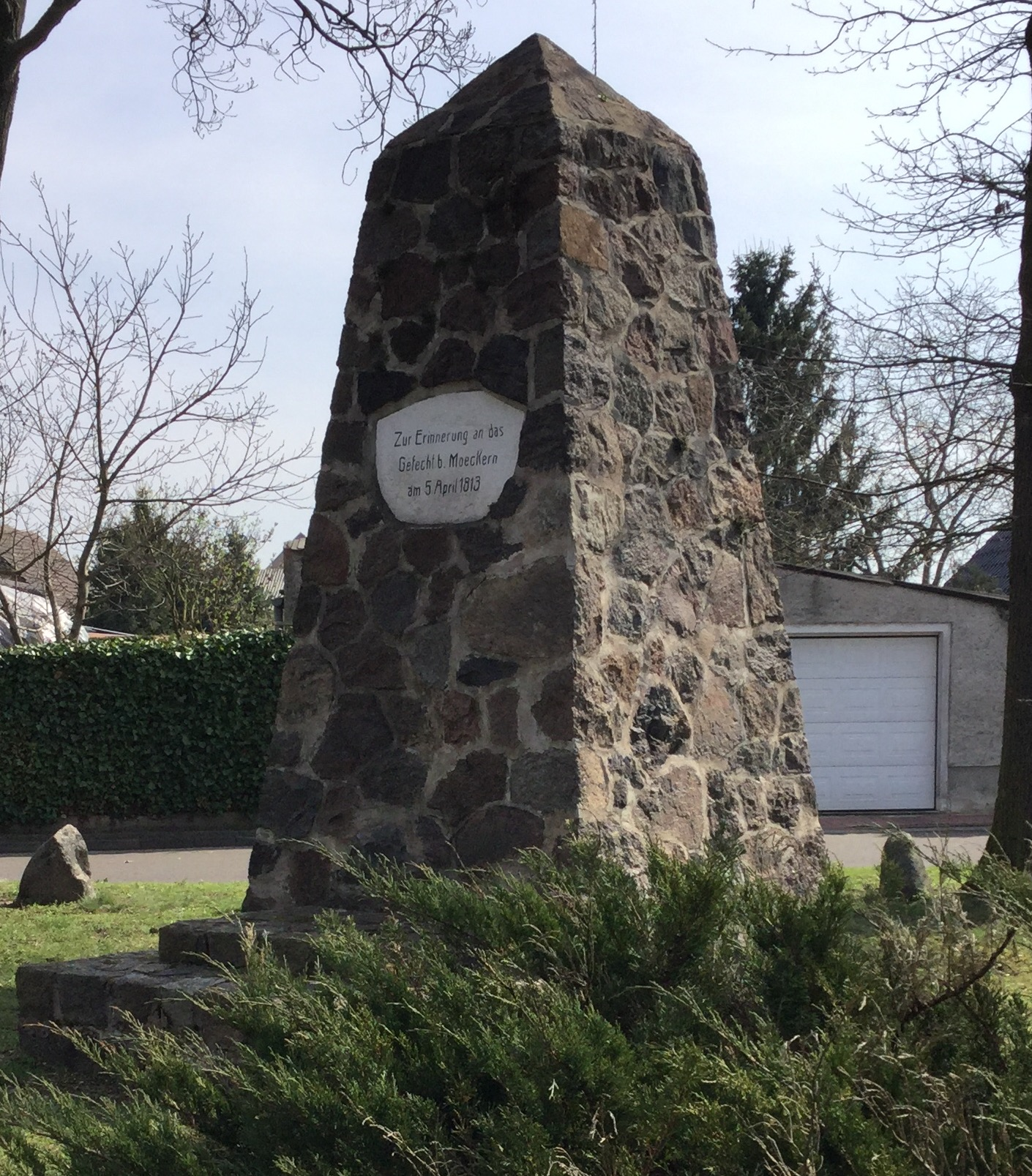
Kriegerdenkmal Möckern des Befreiungskrieges

Das Kriegerdenkmal Möckern des Befreiungskrieges ist ein denkmalgeschütztes Kriegerdenkmal in der Stadt Möckern in Sachsen-Anhalt.
Im örtlichen Denkmalverzeichnis ist das Kriegerdenkmal unter der Erfassungsnummer 094 71071 als Baudenkmal verzeichnet.

## Lage
Es befindet sich an der Kreuzung Magdeburger Straße – Yorkstraße in der Stadt Möckern.

## Gestaltung und Geschichte
Bei dem Kriegerdenkmal handelt es sich um eine Stele aus Feldsteinen. In der Stele ist eine Tafel eingelassen.
Am 5. April 1813 fand ein Gefecht zwischen Preußen und Russland mit 20.000 Mann auf der einen Seite und Frankreich mit 35.000 Mann auf der anderen Seite statt. Das Gefecht bei Möckern wurde trotz unterlegener Truppenstärke von den Verbündeten Preußen und Russland gewonnen. Zu Ehren der Gefallenen wurde dieses Kriegerdenkmal errichtet.

## Inschriften
Zur Erinnerung an das Gefecht bei Möckern am 5. April 1813

## Quelle
- Gefallenendenkmal Möckern Online, abgerufen am 12. Juni 2017.